# VV Dosko
Dosko is een Nederlandse volleybalvereniging uit Stolwijk, Zuid-Holland, opgericht in 1965. 
De thuiswedstrijden worden gespeeld in sporthal de Stolp. Dosko staat voor "Door Ons Samenspel Komt Overwinning". De clubkleuren, die voorkomen in het logo en het tenue, zijn blauw en geel. Vanaf het seizoen '19/'20 komt Heren 1 uit in de Derde Divisie van de Nevobo.